# Канонерські човни типу «Тетіс»

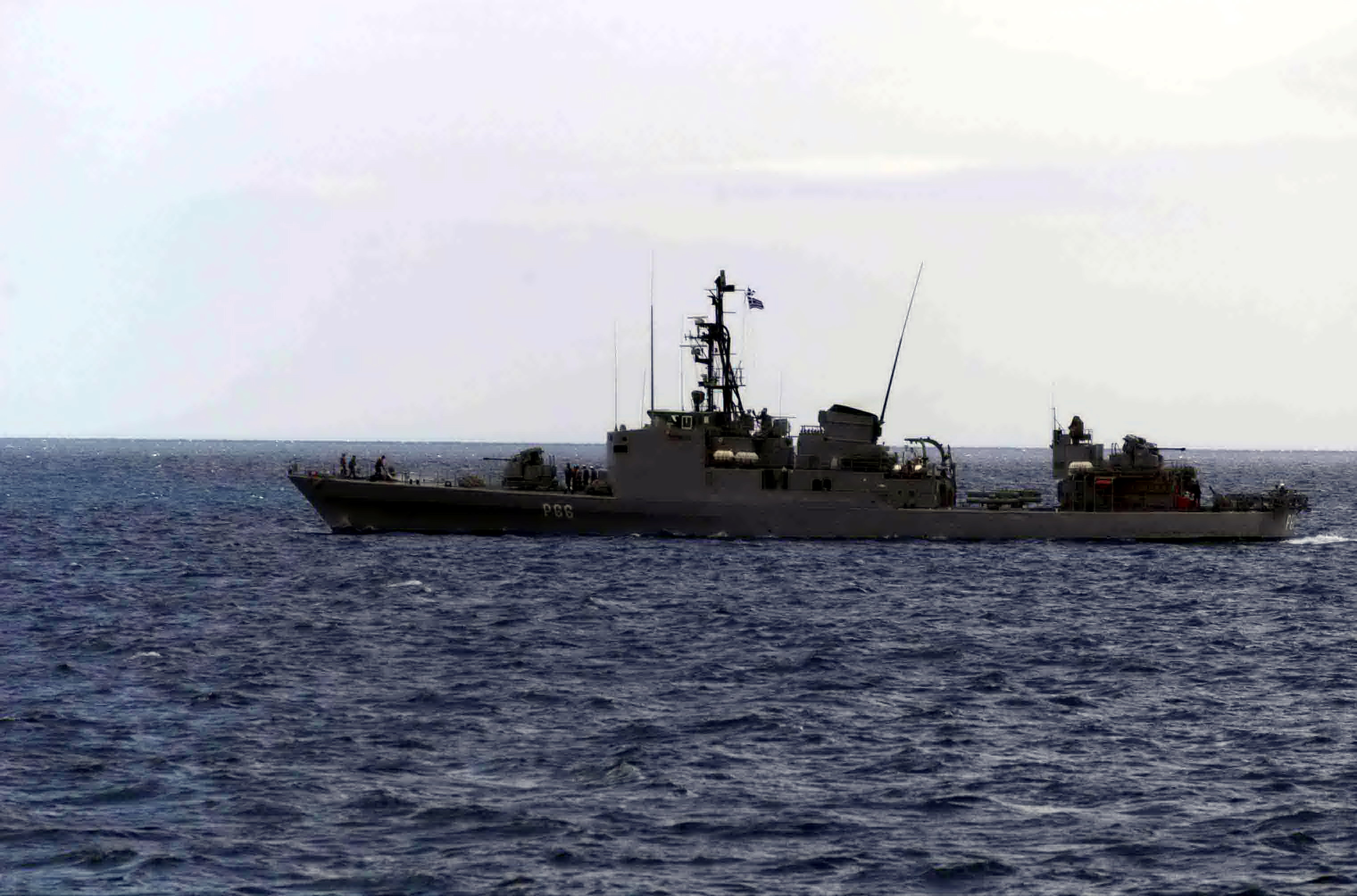
Канонерський човен типу "Тетіс" "Агон", 2008 рік.

Канонерські човни типу «Тетіс» -  тип кораблів ВМС Греції, початково розроблений для ВМС Німеччини як Class 420 і вперше введений в експлуатацію в 1961 році. Маючи розміри корветів, усі п'ять кораблів були побудовані Роландверф, Бремен. У німецькому флоті класифікувалися як мисливці за підводними човнами ( нім. U-Jagdboote). 
Основне озброєння кораблів типу «Тетіс» складалося з гармат калібру 20 мм та 40 мм, торпед  Mk 46 Mod5, мін, а також бомбометів. Кораблі також були обладнані сонаром. Пізніше бомбомети  були замінені другою 40-мм установкою, а окремі торпедні апарати - строєними. Останні два кораблі цього типу були виведені з експлуатації 22 квітня 2010 року. 

## Кораблі
- Doxa, P63 ("Слава",  колишній Najade, P 6054): включений до складу ВМС ФРН 12 травня 1962 року, включений до складу ВМС Греції 6 серпня 1991, виключений зі складу флоту 22 квітня 2010.[1]
- Eleftheria, P64 ("Свобода",  колишній Triton, P 6055): включений до складу ВМС ФРН 10 November 1962, включений до складу ВМС Греції 7 вересня 1992, виключений зі складу флоту  22 April 2010.[2][3]
- Niki, P62 ("Перемоги",  колишній Thetis, P 6052): включений до складу ВМС ФРН 1 липня 1961, включений до складу ВМС Греції 6 вересня 1991, виключений зі складу флоту 2 квітня 2009.[2][4]

- Agon, P66  ("Боротьба", колишній Theseus, P 6056): включений до складу ВМС ФРН у 1962, включений до складу ВМС Греції 8 November 1993, виключений зі складу флоту у 2004, used as target and sunk with two Penguin missiles on 21 October 2008.[2][5]
- Karteria, P65 ("Наполегливість", колишній  Hermes, P-6053): включений до складу ВМС ФРН у 1962, включений до складу ВМС Греції 7 вересня  1992, виключений зі складу флоту  2004.